# Lago dos Rodrigues
Lago dos Rodrigues este un oraș în unitatea federativă Maranhão (MA), Brazilia.